# Royal University of Ireland
La Royal University of Ireland est une université irlandaise fondée en 1879 en remplacement de la Queen's University of Ireland, et dissoute le 31 octobre 1909. Elle est remplacée notamment par l'université nationale d'Irlande et l'université Queen's de Belfast. Son premier chancelier est le chimiste Robert Kane.

## Histoire
Une charte royale est promulguée le 27 avril 1880.
La Royal University of Ireland succède à la Queen's University of Ireland, dissoute en 1882, et les diplômés, professeurs, étudiants et collèges sont transférés dans la nouvelle université. Outre les Queen's Colleges, Magee College, University College, Dublin, Cecillia St. Medical School, St Patrick's College de Maynooth et Blackrock College présentent des étudiants aux examens. Après les réformes de 1880, les collèges catholiques tels que Carlow College, Holy Cross College et Blackrock College passent sous la tutelle de l'université catholique d'irlande.
L'université est devenue la première université d'Irlande à pouvoir décerner des diplômes aux femmes au même titre que ceux accordés aux hommes, alors que Trinity College de Dublin attend 1904. Charlotte M. Taylor obtient un diplôme de musique le 22 octobre 1884 et, en 1888, Letitia Alice Walkington est la première femme diplômée en droit du Royaume-Uni de Grande-Bretagne et d'Irlande. Douglas Hyde, fondateur de la Ligue gaélique et premier président de l'Irlande (1938-1945), obtient quant à lui un doctorat honoris causa (DLitt) en 1906.
À l'instar de l'université Queen's, la Royal University décernait tous les diplômes, comme les autres universités britanniques, à l'exception des diplômes de théologie délivrés par les universités elles-mêmes.
Les chaires et les fonctions sénatoriales de l'université sont également réparties entre catholiques et protestants. Cependant, les collèges de l’université bénéficient d'une indépendance totale, sauf pour l’attribution des diplômes et la compilation et l’application des règlements et normes universitaires.
Gerald Molloy, William Joseph Walsh, George Forbes, George Johnston Allman ont été membres du sénat universitaire.

## Dissolution
Le 31 octobre 1909, la RUI est dissoute ; l'université nationale d'Irlande et l'université Queen's de Belfast reprennent ses fonctions, en vertu du Irish Universities Act 1908.

## Chanceliers
- Robert Kane, chimiste, nommé en 1880
- William Monsell (1885-1894)
- Reginald Brabazon
- Bernard Fitzpatrick (1906-1910)

## Étudiants de l'université
- John Francis D'Alton, archevêque d'Armagh et primat catholique d'Irlande
- Francis Browne
- Michael Curley
- Denis Fahey
- Oliver St John Gogarty
- Elizabeth Gould Bell
- Gerard Manley Hopkins, poète
- Maud Joynt
- Kathleen Lynn, médecin (1899)
- Eoin Mac Néill, érudit irlandais et politicien du Sinn Féin
- Terence MacSwiney
- Patrick Pearse, BA Langues modernes (1901)
- Hanna Sheehy-Skeffington, BA (1899), MA (1902)
- Éamon de Valera - Mathématiques (1904), Taoiseach et président de l'Irlande
- Ella Young